# Tyrocidine
La tyrocidine est un décapeptide d'origine bactérienne à l'activité antibiotique. Il possède trois particularités : sa circularité fait qu'il est dépourvu d'extrémité N-terminale et d'extrémité C-terminale, il contient un résidu d'ornithine (acide aminé non protéinogène intervenant comme métabolite du cycle de l'urée), et il contient des résidus d'acides aminés D.